# TV-kock
En TV-kock är en kock som uppträder med matlagning i TV.

## Kända TV-kockar
- Jamie Oliver
- Gordon Ramsey
- Keith Floyd
- Julia Child

### Sverige
- Jan Boris-Möller
- Carl Jan Granqvist
- Sara Begner
- Tina Nordström
- Ria Wägner
- Pelle Johansson
- Paolo Roberto
- Johanna Westman
- Jessica Frej
- Alexandra Zazzi